# رقابت لونتریت
رقابت لِـوِنتریت (انگلیسی: Leventritt Competition) یک رقابت بین‌المللی معتبر و مشهور برای نوازندگان کلاسیک پیانو و ویولن است.
این مسابقات در سال ۱۹۳۹ میلادی توسط «بنیاد ادگار ام. لِـوِنتریت» در کلد اسپرینگ، نیویورک و به یاد روزنامه‌نگار آمریکایی «ادگار ام. لِـوِنتریت» پایه‌گذاری شد.
معیارهای اعطای این جایزه بسیار سختگیرانه است و اگر داوران به این نتیجه برسند که استاندارهای بالای نوازندگی در رقابت‌کنندگان وجود ندارد، اصلاً جایزه‌ای در آن سال اهدا نمی‌کنند.

## برندگان
برخی از برندگان این جایزه عبارتند از:
- ۱۹۶۷ - کیانگ وا چانگ و پینخاس تسوکرمن (ویولن)
- ۱۹۶۴ - ایتساک پرلمان (ویولن)
- ۱۹۵۴ - ون کلایبرن (پیانو)
- ۱۹۴۷ - آلکسیس وایسنبرگ (پیانو)